# Бікчагул
Бікчагу́л (рос. Бикчагул, башк. Биксағыл) — присілок у складі Альшеєвського району Башкортостану, Росія. Входить до складу Аксьоновської сільської ради.
Населення — 114 осіб (2010; 91 в 2002).
Національний склад:
- татари — 53 %
- башкири — 31 %